# Deuk Deuk Tong
Le Deuk Deuk tong  ou Ding Ding Tong est une confiserie hongkongaise.
Le bonbon est fabriqué en faisant d'abord fondre du maltose, puis en y ajoutant divers ingrédients et en remuant continuellement le mélange. Avant que le mélange ne se solidifie, il est placé sur un bâton métallique.
En cantonais, deuk signifie couper, casser les choses en morceaux. Lorsque les vendeurs à la sauvette proposaient les bonbons, ils devaient briser leur forme originale à l'aide d'une paire de ciseaux plats, le deuk. Les ciseaux font du bruit et incitent les enfants à acheter. C'est ainsi que le Deuk Deuk Tong a été nommé (Tóng signifiant "bonbon" en cantonais).